# Nicholas Kendall
Pour les articles homonymes, voir Kendall.
Ne doit pas être confondu avec Edward Nicholas Kendall.
Nicholas Kendall est un réalisateur, producteur et directeur de la photographie britannique né le 25 avril 1949 à Manchester (Royaume-Uni).

## Filmographie

### comme réalisateur
- 1972 : The Beachcombers (série télévisée)
- 1977 : Do It with Joy
- 1980 : Paper Route (TV)
- 1980 : The Lost Pharaoh: The Search for Akhenaten
- 1982 : Rape: Face to Face
- 1984 : Cap Danger ("Danger Bay") (série télévisée)
- 1990 : Le Ranch de l'espoir (en) (Neon Rider) (série télévisée)
- 1990 : Baby Pinsky (TV)
- 1990 : L'Étalon noir ("The Black Stallion") (série télévisée)
- 1993 : Cadillac Girls
- 1994 : Liberty Street (série télévisée)
- 1994 : ReBoot (série télévisée)
- 1997 : Beyond Belief: Fact or Fiction (série télévisée)
- 1998 : Mentors (série télévisée)
- 1998 : La Nouvelle Famille Addams ("The New Addams Family") (série télévisée)
- 1999 : Kayla
- 2000 : Mr. Rice's Secret
- 2000 : Caitlin Montana ("Caitlin's Way") (série télévisée)
- 2000 : Just Deal (série télévisée)
- 2001 : MythQuest (série télévisée)
- 2004 : Goose!
- 2005 : FBI: Negotiator (TV)
- 2005 : La Dernière Chance (FBI : Negotiator) (TV)

### comme producteur
- 1977 : Do It with Joy
- 1980 : The Lost Pharaoh: The Search for Akhenaten
- 1982 : Rape: Face to Face
- 1993 : Cadillac Girls
- 1999 : Kayla

### comme directeur de la photographie
- 1980 : The Lost Pharaoh: The Search for Akhenaten